# Hannah Sylvester
Hannah Sylvester (* 19. Januar 1903 in Philadelphia; † 15. Oktober 1973 in New York City) war eine amerikanische Bluessängerin.

## Leben und Wirken
Sylvester sang und tanzte seit ihrem dritten Lebensjahr. Um 1920 zog sie an die Ostküste. In den frühen 1920er Jahren trat sie im Paradise Cafe in Atlantic City auf. 1923 nahm sie elf Titel mit Fletcher Henderson und seinem Orchester auf (die überwiegend auf dem Album Fletcher Henderson & The Blues Singers Volume 2 (1923-1924) wiederveröffentlicht wurden); teilweise wurden die Stücke auch unter dem Aliasnamen Genevia Scott veröffentlicht (angeblich dem Namen ihrer Mutter). Danach tourte sie in den 1920er Jahren in Vaudeville-Shows. Ein Konzert mit dem Fletcher Henderson Orchestra im Howard Theater in Washington (D.C.) wurde 1931 vom Radiosender WSJV übertragen. In den frühen 1930er Jahren trat sie weiterhin in New York City in Revuen wie Hummin’ Sam (1933) auf. 1940/1941 war sie mit dem Orchester von Snookum Russell auf Tournee. 1946 spielte sie in der Filmkomödie House-Rent Party von Sam Newfield mit.
In den frühen 1950er Jahren arbeitete Sylvester hauptsächlich außerhalb der Musik; sie betrieb die Bar im Celebrity Club in New York City und sang dort gelegentlich mit der Band von Buddy Tate. 1962 trat sie in der Revue X-Glamour Girls in New York auf. In diesem Jahr nahm sie zudem mit Victoria Spivey und Lucille Hegamin das Album A Basket of Blues auf, war aber auch noch in den 1970er Jahren aktiv.